# Muotkavaara
Il Muotkavaara (in norvegese Krokfjell, in russo Муоткавара?) è una collina alta 169 metri, situata in Lapponia, nel punto in cui si incontrano i confini di Norvegia, Finlandia e Russia. Il versante finlandese appartiene al comune di Inari, quello norvegese al comune di Sør-Varanger, mentre il lato russo ricade nel Pečengskij rajon.
Si tratta del secondo triplice confine internazionale più a nord del mondo, dopo il Treriksröset, ed è l'unico punto al mondo dove tre paesi con tre diversi fusi orari si incontrano.

## Origine del nome
Il nome del colle deriva dalla lingua sami (Muotkevárri in sami del nord, Myetkivääri in sami di Inari), in cui muotki indica un istmo o un percorso tra due corsi d'acqua, mentre várri significa collina o altura.

## Storia
Il Treriksrøysa è un cippo di confine che segna il punto di triplice frontiera tra Norvegia, Finlandia e Russia. Fu eretto nel 1846 e successivamente, nel 1945, fu completato con l'aggiunta di una piramide in cemento a base triangolare posta sulla sommità.

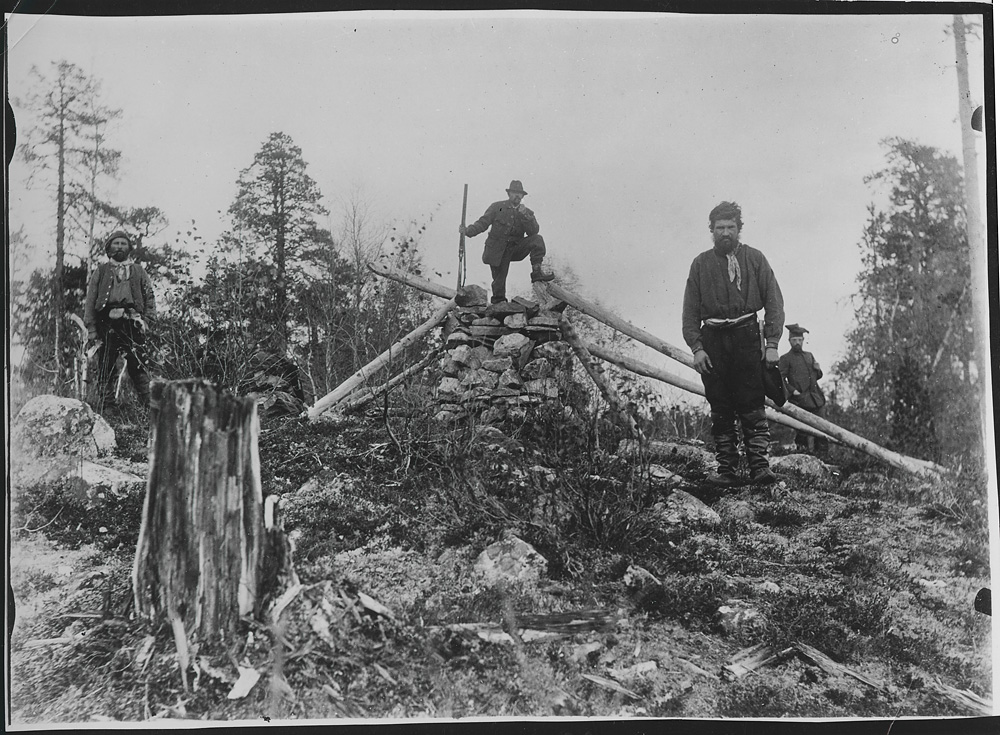
Quattro uomini al Treriksrøysa, foto scattata tra il 1898 e il 1915

Il confine tra Norvegia e Russia fu tracciato nel 1826, quando la Finlandia era ancora una regione autonoma dell'Impero russo. In seguito, nel 1833, fu stabilito che il confine tra il Granducato e la Russia propriamente detta avrebbe incontrato il confine norvegese presso il Muotkavaara.
Tra il 1920 e il 1944, durante il periodo in cui Petsamo apparteneva alla Finlandia, il punto di triplice frontiera non esisteva, poiché Norvegia e Russia non avevano un confine diretto. Il confine tripartito venne ripristinato nel 1944, quando la Finlandia cedette la suddetta regione all'Unione Sovietica con la firma dell'armistizio di Mosca.
Il tracciato del confine subì un'ulteriore modifica nel 1947, quando la Finlandia vendette il territorio di Jäniskoski-Niskakoski all'URSS. Da allora, la linea di confine tra Finlandia e Russia si estende in direzione sud-occidentale a partire dal punto del Treriksrøysa.

## Panoramica
Il Muotkavaara, sul versante norvegese, rientra all'interno del parco nazionale Øvre Pasvik, mentre sul lato finlandese, si trova poco al di fuori dell'area selvaggia di Vätsäri.
È possibile visitare il cippo di confine dei tre Stati a piedi. Dalla Finlandia, vi si accede tramite un sentiero che si snoda tra il confine con la Norvegia e la zona di sicurezza al confine con la Russia. Tuttavia il punto di triplice frontiera è più facilmente raggiungibile dalla Norvegia, con una camminata di circa 5 chilometri a partire da Grensefoss.
È consentito attraversare il confine tra Finlandia e Norvegia, ma è vietato aggirare il cippo entrando nel territorio russo, poiché non esiste alcun punto di attraversamento autorizzato verso la Russia da nessuno dei due Paesi confinanti. I tentativi di oltrepassare il confine senza autorizzazione vengono puniti come reati minori contro la sicurezza delle frontiere statali.
Questo luogo è noto anche come triplice frontiera dei fusi orari, poiché la Norvegia usa l'UTC+1, la Finlandia l'UTC+2 e la Russia (in quell'area) l'UTC+3. Tuttavia, ciò è valido solo in inverno: in estate, infatti, sia Finlandia che Russia adottano l'UTC+3, mentre la Norvegia passa all'UTC+2, riducendo la differenza oraria.